# Isola Nord
L'isola Nord (in russo Остров Норд, ostrov Nord) è un'isola russa del gruppo delle isole Vostočnye che fanno parte dell'arcipelago di Nordenskiöld e sono bagnate dal mare di Kara.
Amministrativamente appartiene al distretto di Tajmyr del Territorio di Krasnojarsk, nel Distretto Federale Siberiano.

## Geografia
L'isola è una delle maggiori del gruppo, si trova nella parte orientale del gruppo, e dista 40 km dalla terraferma. A nord dell'isola si trovano le isole di Kolomejcev, a nord-ovest quelle di Evgenij Fёdorov, a ovest l'isola di Bianki e a sud-sud-est la piccola isola Dal'nij.
L'isola Nord ha una forma irregolare, si estende da nord a sud con una lunghezza di circa 10 km da capo Severnyj (мыс Северный), a nord, all'estremità meridionale, capo Foca (мыс Фоки); la larghezza dell'isola è di circa 6 km nella parte nord e di 1,3  al centro. Al centro l'isola si restringe e presenta poi due penisole sui lati opposti che terminano in capo Krutoj (мыс Крутой) ad ovest, e capo Tupoj (мыс Тупой) ad est. L'isola presenta due colline, una al centro alta 41 m, l'altra, la più alta (75 m), occupa quasi tutta la parte nord-orientale, sulla sua sommità si trova un punto geodetico.
Due piccoli torrenti, gelati d'inverno, scorrono nella parte settentrionale, dove si trova anche una piccola laguna. Sull'isola non c'è vegetazione.

## Storia
L'isola fu così chiamata nel 1930 in onore della nave Nord  del Dipartimento Idrografico. L'estremità meridionale dell'isola, capo Foki, ha ricevuto il suo nome nel 1939 in memoria della scuna a vapore Santo martire Foca (Святой мученик Фока) della spedizione di Georgij Jakovlevič Sedov.